# Kia Joorabchian
Kiavash "Kia" Joorabchian, em pársi, کیا جورابچيان (Teerã, 14 de julho de 1971) é um empresário anglo-iraniano, ex-dirigente da Media Sports Investment (MSI).

## Biografia
Filho mais velho de Mohammed Joorabchian, um revendedor de carros iraniano dono de negócios por todo o Oriente Médio, Kia nasceu no Irã e se estabeleceu no Reino Unido com sua família em 1979, quando em viagem de turismo na Europa souberam da Revolução Iraniana e o seu pai perdeu todas as suas propriedades. Mohammed abriu uma revendedora de carros na Inglaterra, que logo vendeu para que a família pudesse se mudar para o Canadá. Lá abriu outros negócios que tiveram sucesso, mas quando Kia tinha 12 anos decidiram voltar para a Inglaterra, onde seu filho frequentou o exclusivo Shiplake College, em Henley-on-Thames, em Oxfordshire. Kia estudou química e depois administração no Queen Mary College da Universidade de Londres, mas não chegou a se graduar. Atualmente, é cidadão britânico e reside em Londres.

### Negócios
Começou nos negócios trabalhando na revendedora de automóveis Mercedes-Benz de sua família, em Kent, ao sul de Londres. Posteriormente, atuou na Bolsa de Petróleo da capital britânica.
Seu primeiro negócio tornado público ocorreu em 1999 comprou 85% do jornal moscovita Kommersant - uma publicação de negócios que era então o principal diário independente da Rússia - usando um fundo de investimento baseado nas Ilhas Virgens. Em seguida, vendeu o jornal a um grupo ligado a Boris Berezovsky, talvez o mais rico dos oligarcas russos.
Kia tornou-se multimilionário a partir da venda de sua empresa de equity, American Capital Investments Ltd.
Fundou a Media Sports Investments (MSI) em 2004.
Kia tornou-se notório por representar os interesses de Boris Berezovsky, que vivia exilado na Inglaterra. Desconhece-se, todavia, o seu grau de relacionamento com o proprietário do clube inglês Chelsea, Roman Abramovich - outro dos chamados oligarcas russos.

### MSI
Kia presidiu a MSI, empresa com sede em Londres que mantinha um contrato de parceria com o Sport Club Corinthians Paulista. Em 2004, a MSI contratatou os jogadores argentinos Carlitos Tévez, Javier Mascherano, Sebá Domínguez, o chileno Johnny Herrera, os brasileiros Roger, Carlos Alberto, Gustavo Nery, Marinho, Marcelo Mattos, Renato Ribeiro, Ramón Osni, Nilmar e o goleiro Bruno Fernandes para atuar no time. Esses jogadores ficaram conhecidos pelos torcedores e pela imprensa como "Galácticos" e com eles o Corinthians foi Campeão Brasileiro em 2005.
Em 2006, Kia tentou comprar o West Ham United, clube que em 2006 recebeu os atletas Carlos Tévez e Javier Mascherano, quando deixaram o Corinthians, após o clube ter sido eliminado da Copa Libertadores da América.
Kia Joorabchian contava com vários parceiros e colaboradores no Brasil e na América do Sul e empresários de prestígio no futebol, dentre eles os agentes Giuliano Bertolucci, Gustavo Arribas, Roberto Tibúrcio, Giuseppe Dioguarde, Pepe, todos colaboradores do Fundo MSI.
Diante do fracasso das negociações com o West Ham, Joorabchian tentou comprar a equipe do Fulham FC. Atualmente, Joorabchian ainda está envolvido em um imbróglio jurídico com o West Ham United FC, pelo passe de Tevez. A grande maioria dos jogadores do Brasil e da América do Sul no futebol inglês Premier League são negociados pelo agente Kia Joorabchian e por seu sócio, o israelense Pini Zahavi.

### Fim da parceria e pedido de prisão
Em julho de 2007, o juiz da 6ª Vara da Justiça Federal de São Paulo, Fausto Martins Sanctis, acatou uma denúncia do Ministério Público e pediu a prisão de Kia Joorabchian, de Boris Berezovsky e do diretor de finanças da MSI, Nojan Bedroud; também o presidente do Corinthians, Alberto Dualib, o vice-presidente Nesi Curi, os advogados Alexandre Verri e Renato Duprat foram denunciados pelo MP por lavagem de dinheiro e formação de quadrilha. Os bens da MSI no Brasil foram congelados, o que a impede de realizar qualquer transação bancária.
Em 24 de julho de 2007, o Corinthians anunciou oficialmente o fim da parceria com a MSI.

### Casamento
Em 7 de setembro de 2007, Kia casou-se com a advogada brasileira Tatiana Alonso. O casal tem um filha, nascida em 2010.

### STF suspende ordem de prisão
Em 19 de agosto de 2008, o ministro Celso de Mello, do Supremo Tribunal Federal (STF), em decisão liminar, suspendeu a ordem de prisão contra Kia Joorabchian, que dirigia a MSI na época em que a empresa foi parceira do Sport Club Corinthians Paulista.
A ordem de prisão contra Joorabchian havia sido emitida pela 6ª Vara Criminal da 1ª Subseção Judiciária do Estado de São Paulo. Com a decisão do ministro Celso de Mello, não há qualquer ordem de prisão contra Kia.

### Dias atuais
Joorabchian atualmente trabalha como agente de jogadores. As últimas notícias dizem que Joorabchian estaria disposto a pagar 50 milhões de libras para adquirir a equipe britânica Southampton. Ainda é amigo de Tévez e segundo o site esportivo Olé, é próximo ao Manchester City, clube pelo qual o jogador teve passagem.
Alex, Afonso Alves e Sandro foram jogadores negociados por Kia Joorabchian juntamente com seus parceiros.
Em recente entrevista, Joorabchian disse que o empresário argentino Gustavo Arribas "roubou o Corinthians". "Ele pegou o Sebá, vendeu para um clube do México (América) e nunca devolveu nenhum dinheiro ao Corinthians", acusou. Kia ainda disse que Arribas usa seu nome sem sua permissão.
Arribas negou ter roubado o Corinthians e diz não entender "...porque vinculam meu nome ao de Kia. Ele não é o meu parceiro e nunca tivemos negócios juntos. Quando ele veio para o Corinthians, na época da MSI, ajudei a comprar Carlitos Tévez junto ao Boca Juniors. Sou agente da FIFA e, naquele tempo, ainda não tinha escritório no Brasil, somente na Argentina”. E acrescentou: “Aliás, não quero meu nome vinculado ao de Kia. Ele teve envolvimento com a Justiça brasileira. Não vejo como posso tirar vantagem dessa situação”.

### De volta ao Brasil?
Segundo notícia do site esportivo brasileiro Gazeta Esportiva, Kia pode estar voltando ao Brasil para fazer investimentos. De acordo com o site, "o Ministério Público de São Paulo observa a possível volta do iraniano Kia Joorabchian ao futebol brasileiro. Recebemos informações de bastidores de que o Kia estaria tentando regressar ao Brasil para fazer investimentos no futebol brasileiro e mais especificamente no futebol carioca". Em 1 de junho de 2019, após encontro entre Rodolfo Landim e Jorge Jesus em seu camarote na final da Liga dos Campeões da Europa, o mesmo indicou ao Flamengo o técnico Jorge Jesus, comentou o promotor.

### Copa de 2014
Durante a Copa do Mundo de 2014, Kia acompanhou vários jogos. Foi revelado que está ajudando o ex-presidente do Corinthians, Andrés Sanchez, nas negociações dos naming rights para a Arena Corinthians. Também foi revelado que Kia era representante de oito jogadores da seleção (David Luiz, Ramires, Oscar, Willian, Paulinho, Bernard, Jô, Julio César) e levaria ao ex-treinador do Brasil, Luiz Felipe Scolari, possibilidades de clubes e seleções europeias.

### Nova empresa
Kia é diretor de uma nova empresa chamada Sports Invest UK Ltd em parceria com o agente FIFA Nojan Bedroud. A firma agora chama-se Sport Invest UK. Kia é o atual empresário do futebolista português João Mário.